# Рудњани
Рудњани (слч. Rudňany) насељено је мјесто са административним статусом сеоске општине (слч. obec) у округу Спишка Нова Вес, у Кошичком крају, Словачка Република.

## Становништво
| Година:    | 1994. | 2004.    | 2014.    | 2024.    |
| ---------- | ----- | -------- | -------- | -------- |
| Број људи: | 2939  | 3432     | 4246     | 5129     |
| Разлика:   |       | +16,77 % | +23,71 % | +20,79 % |

| Година:    | 2023. | 2024.   |
| ---------- | ----- | ------- |
| Број људи: | 4999  | 5129    |
| Разлика:   |       | +2,60 % |

Према подацима о броју становника из 2011. године насеље је имало 3.956 становника.